# Daptolestes illusiolautus
Daptolestes illusiolautus – gatunek muchówki z rodziny łowikowatych i podrodziny Brachyrhopalinae. Endemit Australii.

## Taksonomia
Gatunek ten opisany został po raz pierwszy w 2020 roku przez Isabellę J. Robinson, Li Xuankuna i Davida K. Yeatesa. Opisu dokonano na podstawie okazów odłowionych w latach 1936–1951. Jako lokalizację typową wskazano Mount Gingera w Alpach Australijskich. Epitet gatunkowy oznacza po łacinie „elegancką iluzję”. Nawiązuje do pozornego braku znaków na twarzy owada, jak i do postaci Lokiego z komiksów Marvela.
Wyniki morfologicznej analizy filogenetycznej z 2020 roku wskazują na zajmowanie przez ten gatunek pozycji siostrzanej dla Daptolestes feminategus.

## Morfologia
Samce osiągają od 13 do 15 mm długości ciała i od 10 do 11 mm długości skrzydła. Głowa jest czarna z brązowymi głaszczkami. Czoło i twarz porastają srebrzyste szczecinki, przy czym u samca na twarzy obecne są dwie małe, niewyraźne łysinki. W dole twarzy obfitą brodę (mystax) tworzą przemieszane szczecinki barwy czarnej i białej. Czułki są brązowe z jasnożółtym stylusem.
Tułów jest brązowy z dużym, czarnym znakiem na śródpleczu. Wachlarz czarnych włosków występuje na tarczce, a po trzy pionowe paski z żółtych, drobnych włosków na pleurach. Skrzydło jest przezroczyste z ciemnobrązowym przyciemnieniem części przedniej, sięgającym do żyłki medialnej i piątej gałęzi żyłki radialnej. Ubarwienie przezmianek jest żółte. Odnóża są brązowe z czarnymi pasami na spodach ud oraz żółtymi częściami bliższymi tylnych goleni.
Odwłok jest ciemnobrązowy. Srebrzyste, drobne włoski tworzą na nim bardzo wąskie przepaski przy tylnych krawędziach drugiego,  trzeciego i czwartego tergitu oraz gęste kropki przy tylnych krawędziach trzeciego i czwartego sternitu. U samicy dziesiąty tergit ma po siedem kolców akantoforytowych z każdej strony. Genitalia samca cechują się lekko zakrzywionym epandrium, gonokoksytem o wierzchołku wewnętrznym skierowanym ku tyłowi i wierzchołku zewnętrznym skierowanym tylno-bocznie, małą i spiczastą apodemą gonokoksytu oraz wąskim gonostylikiem ze spiczastym wyrostkiem na powierzchni zewnętrznej.

## Występowanie
Owad ten jest endemitem Australii, znanym z Wiktorii i Australijskiego Terytorium Stołecznego. Z dużym prawdopodobieństwem występuje także w Nowej Południowej Walii.